# Bahía San Sebastián
Bahía San Sebastián är en vik i Argentina.   Den ligger i provinsen Eldslandet, i den södra delen av landet, 2 200 kilometer söder om huvudstaden Buenos Aires.